# Ataque de força bruta
Em criptografia, um ataque de força bruta, ou busca exaustiva de chave, é um ataque criptoanalítico que pode, em teoria, ser usado contra quaisquer dados criptografados (exceto para dados criptografados de uma maneira segura na teoria da informação). Tal tipo de ataque pode ser usado quando não é possível tomar vantagem de outras fraquezas em um sistema de criptografia (se existir) que tornariam a tarefa mais fácil. Ele consiste de verificação sistemática de todas as possíveis chaves e senhas até que as corretas sejam encontradas. No pior dos casos, isto envolveria percorrer todo o espaço de busca.
A seleção de um tamanho de chave apropriado depende de possibilidade prática de fazer um ataque de força bruta. Ao ofuscar o dado a ser codificado, ataques de força bruta se tornam menos efetivos, sendo mais difícil determinar o sucesso da busca utilizado por analistas de vulnerabilidade